# Doudleby nad Orlicí
Doudleby nad Orlicí är en köping i Tjeckien. Den ligger i den östra delen av landet, 130 km öster om huvudstaden Prag. Doudleby nad Orlicí ligger 284 meter över havet och antalet invånare är 1 926.
Terrängen runt Doudleby nad Orlicí är platt åt nordväst, men åt sydost är den kuperad. Doudleby nad Orlicí ligger nere i en dal. Runt Doudleby nad Orlicí är det ganska tätbefolkat, med 72 invånare per kvadratkilometer. Närmaste större samhälle är Kostelec nad Orlicí, 3,8 km väster om Doudleby nad Orlicí. Omgivningarna runt Doudleby nad Orlicí är en mosaik av jordbruksmark och naturlig växtlighet.